# Omayma Boumh
Omayma Boumh, född 25 augusti 2006, är en marockansk taekwondoutövare. 

## Karriär
I november 2023 tog Boumh guld i 73 kg-klassen vid afrikanska mästerskapen i Abidjan efter att ha besegrat egyptiska Maisoun Farouk i finalen. I mars 2024 tog hon guld i 73 kg-klassen vid afrikanska spelen i Accra efter att ha besegrat gabonesiska Urgence Mouega i finalen. Boumh var även en del av Marockos lag som tog guld i den mixade lagtävlingen.